# Borís Pasternak
  Borís Pasternak  (rus: Борис Леонидович Пастернак)  (Moscou, 29 de gener de 1890 (Julià) - Peredelkino, 30 de maig de 1960), nom complet amb patronímic Borís Leonídovitx Pasternak, fou un escriptor i poeta rus, guardonat amb el Premi Nobel de Literatura de l'any 1958, tot i que fou el primer a refusar aquesta distinció.
Mundialment, és conegut per la seva novel·la èpica Doctor Givago, una tragèdia sobre el darrer període de la Rússia tsarista i els primers dies de la Unió Soviètica, que es va publicar per primera vegada a Itàlia (traduïda) l'any 1957. A Rússia, destaca especialment com a poeta. El seu llibre La meva germana, la vida, escrit el 1917, és possiblement el recull de poesia més influent publicat en rus el segle xx.

## Biografia
Va néixer a la ciutat de Moscou el 10 de febrer (segons el calendari gregorià) del 1890 (29 de gener segons el calendari julià). Fill del notable pintor jueu Leonid Pasternak, professor a l'escola de pintura de Moscou que es va convertir posteriorment al cristianisme ortodox, i Rosa Kaufman, una coneguda pianista. Pasternak va créixer en un ambient cosmopolita, ja que freqüentaven casa seva Serguei Rakhmàninov, Rainer Maria Rilke i Lev Nikolàievitx Tolstoi. La conversió del seu pare, com és natural, el va afectar profundament i molts dels seus poemes posteriors contenen temes clarament cristians.
Inspirant-se en el seu veí Aleksandr Skriabin, Pasternak va decidir esdevenir compositor i es va inscriure al Conservatori de Moscou. L'any 1910, va abandonar de sobte aquesta institució per la Universitat de Marburg (Alemanya), on va estudiar amb els filòsofs neokantians Hermann Cohen i Nikolai Hartmann. Malgrat les ofertes que va rebre en aquest sentit, va refusar la filosofia com a professió i va tornar a Moscou el 1914. Aquest mateix any, publicaria el seu primer recull de poesia, amb influències d'Aleksandr Blok i el futurisme rus.
Durant la Primera Guerra Mundial, va fer classes particulars i va treballar en una fàbrica de productes químics als Urals. Sens dubte, això li va fornir materials per la seva obra mestra, el Doctor Jivago. A diferència dels seus parents i molts dels seus amics, Pasternak no va abandonar Rússia després de la Revolució russa, fascinat per les noves idees i les possibilitats que la revolució havia fet néixer. Convertit en el poeta del règim comunista durant la dècada del 1930, va perdre el favor de les autoritats soviètiques acusat de subjectivitat al règim, tot i que va aconseguir escapar del seu internament als gulags.
Borís Pasternak va morir el 30 de maig del 1960 a la població de Peredélkino, situada prop de Moscou, en presència d'alguns admiradors fidels, entre ells, el poeta Andrei Voznesenski, a conseqüència d'un càncer de pulmó.

## Obra literària

### Poeta del poble i de la revolució
La primera poesia de Pasternak dissimula d'una manera intel·ligent la preocupació per les idees d'Immanuel Kant. En la seva textura, inclou sorprenents al·literacions, combinacions d'un ritme viu, vocabulari quotidià i al·lusions encobertes als seus poetes preferits (Mikhaïl Lermontov i els romàntics alemanys).
Pasternak va passar l'estiu del 1917 a l'estepa, prop de Saràtov, on es va enamorar d'una jove jueva. D'aquesta passió, en va sorgir La meva germana, la vida, que va escriure durant tres mesos i no va gosar publicar durant anys. Quan finalment va aparèixer el 1921, el llibre va tenir un impacte revolucionari en la poesia russa. Va convertir Pasternak en el model a imitar per als joves poetes i va modificar definitivament el tarannà poètic d'Óssip Mandelxtam i Marina Tsvetàieva, per esmentar-ne només dos. Autors tan diversos com Vladímir Maiakovski, Andrei Bel i Vladímir Nabókov van aplaudir els poemes de Pasternak com l'obra d'una inspiració pura, desbocada. A final de la dècada del 1920, també va participar en l'admirada correspondència a tres bandes amb Rilke i Tsvetàieva.
A final d'aquesta dècada, Pasternak sentia cada vegada més que el seu estil modern i acolorit no coincidia gaire amb la doctrina del realisme socialista que havia aprovat el Partit Comunista. Va intentar fer més entenedora la poesia per al lector senzill i va tornar a treballar en peces anteriors, a més d'encetar dos llargs poemes sobre la Revolució russa. També va iniciar-se en la prosa: va escriure diverses narracions autobigràfiques, com El salconduit.
Pels voltants del 1932, Pasternak va canviar totalment el seu estil per fer-lo acceptable per al públic soviètic i va imprimir un nou recull de poemes amb l'escaient títol El segon naixement. Malgrat que els fragments del Caucas eren tan brillants com els anteriors, el llibre va foragitar la major part del públic estranger refinat de l'autor. Encara va simplificar més el seu estil en un recull de versos patriòtics: Trens del matí (1943), que va dur Nabokov a descriure Pasternak com un "bolxevic ploraner" i "Emily Dickinson amb pantalons".

### Decepció davant el comunisme
Durant les grans purgues de la darreria dels anys 1930, l'autor es va distanciar de les idees comunistes, i perdé alhora el favor del govern. Refractari a publicar la seva pròpia poesia, es va consagrar a la traducció de William Shakespeare (Hamlet, Macbeth, Rei Lear), Goethe (Faust), Rainer Maria Rilke (Requiem für eine Freundin), Paul Verlaine i poetes de Geòrgia afavorits per Stalin. Les seves traduccions de Shakespeare han resultat ser populars entre el públic rus gràcies als diàlegs modernitzats i col·loquials, però els crítics l'acusen de "pasternakitzar" el dramaturg anglès. Malgrat les ferotges crítiques d'un subjectivisme excessiu, el mateix Ióssif Stalin va esborrar el nom de Pasternak d'una llista de futurs arrestos i, per tant, del seu internament en un gulag, durant les grans purgues amb la frase: «No el toqueu: viu als núvols».

### Doctor Jivago
Alguns anys abans de la Segona Guerra Mundial, el poeta i la seva dona es van establir a Peredélkino, un poble d'escriptors proper a Moscou, imbuït d'un amor a la vida que va dotar la seva poesia d'un to esperançador i que li va permetre escriure la seva obra mestra, Doctor Jivago. Aquest amor a la vida es reflecteix en el nom del protagonista, Jivago, que deriva de l'equivalent rus de «vida». Un altre personatge famós, Lara, sembla que s'inspira en l'amant del poeta, Olga Ivínskaia.
Mentre que les autoritats soviètiques el rebien amb el nas arrufat, Doctor Jivago va sortir del país d'amagat i va ser publicat a Itàlia per Feltrinelli el 1957. Amb un impacte instantani, la novel·la es va anar traduint i publicant en diversos països fora del bloc soviètic. Durant els anys 1958 i 1959, l'edició dels Estats Units va romandre vint-i-sis setmanes com a llibre més venut de la llista del New York Times. Malgrat que cap dels detractors havia tingut l'oportunitat de llegir la novel·la proscrita, alguns d'ells exigien públicament "fer fora el porc del jardí", és a dir, expulsar Pasternak de l'URSS. No fou fins al 1987 que l'obra es pogué publicar en el seu país.
L'èxit del llibre fou referendat amb la seva versió cinematogràfica, seguint l'estil d'Allò que el vent s'endugué, amb la direcció de David Lean i amb els actors Omar Sharif i Julie Christie en els papers principals. En concentrar-se en les facetes romàntiques de la història, en poc de temps va esdevenir un èxit de masses en tot el món, però no es va poder veure a Rússia fins a la desaparició de la Unió Soviètica.

### Obres posteriors
L'obra de Pasternak posterior a l'èxit insisteix en les preguntes universals sobre l'amor, la immortalitat i la reconciliació amb Déu. Els poemes del seu darrer recull, que va escriure fins a la mort, són possiblement el més apreciat i conegut de la seva producció.

## Premi Nobel

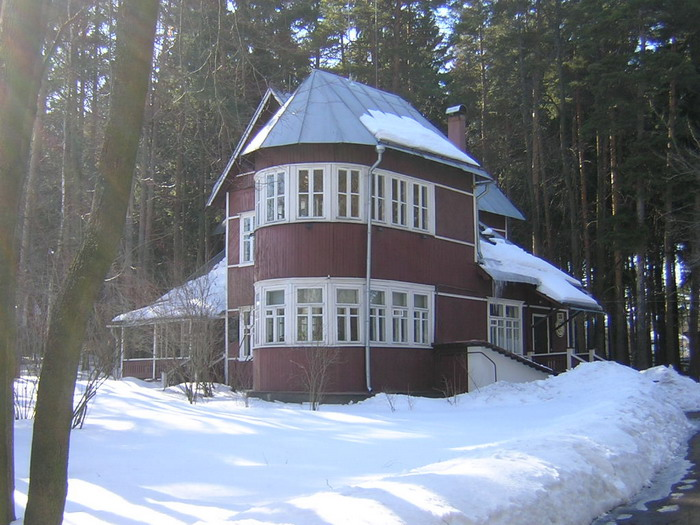
Casa de Pasternak a Peredélkino, on morí el 1960

L'any 1958, li fou atorgat el Premi Nobel de Literatura pel seu gran assoliment en la poesia lírica contemporània i en el camp de la gran tradició èpica russa. En saber-ho, va enviar un telegrama d'agraïment a l'Acadèmia Sueca: 
| « | Eternament agraït, commogut, orgullós, sorprès, desconcertat. | » |

Quatre dies després, va escriure un altre telegrama: 
| « | Tenint en compte el significat que té aquest guardó en la societat a la qual pertanyo, he de refusar aquest premi immerescut que se m'ha ofert. Espero que aquest refús voluntari no suposi cap disgust. | » |

Seguidament, l'Acadèmia Sueca va anunciar: 
| « | Aquest refús, naturalment, no altera la validesa del premi. Tanmateix, l'Acadèmia ha d'anunciar amb dolor que no podrà celebrar-se la presentació del guardó. | » |

Els historiadors, llegint entre línies el segon telegrama de Pasternak, creuen que va refusar el premi per por de perdre la nacionalitat soviètica i no poder tornar al seu país si viatjava a Estocolm per rebre'l. Era un home gran i estava malalt, per la qual cosa era una perspectiva poc agradable. Tot i que no el van empresonar, el 1958, el caricaturista Bill Mauldin va publicar una vinyeta, per la qual va guanyar el Premi Pulitzer, que il·lustra Pasternak a la presó amb un altre convicte mentre tallen llenya. El poeta diu: "Jo vaig guanyar el Nobel. Vós quin crim vàreu cometre?".

## Obres seleccionades
- 1917: Per damunt de les barreres
- 1922: La meva germana, la vida
- 1931: El salconduit
- 1932: El segon naixement
- 1943: Trens del matí
- 1957: Doctor Jivago

## Obres traduïdes al català
- Pasternak, Borís; Josep Maria Güell (traductor). El salconduit. Primera edició.  Barcelona: Edicions 62, 1991 (Col·lecció: MOLU s.XX - Les Millors Obres de la Literatura Universal Segle XX). ISBN 978-84-297-3266-5.
- Pasternak, Borís; Joan Cornudella i Barberà (traductor). Doctor Givago. 1987a ed..  Barcelona: Edicions 62, 2002 (Col·lecció Premi Nobel, núm. 12.). ISBN 978-84-297-5192-5 [Consulta: 12 març 2011].